# Ualinka (cràter)
Ualinka és un cràter d'impacte en el planeta Venus de 8,1 km de diàmetre. Porta el nom d'un antropònim osseta, i el seu nom va ser aprovat per la Unió Astronòmica Internacional el 1997.